# Jamesdicksonia major
Jamesdicksonia major är en svampart som först beskrevs av Har. & Pat., och fick sitt nu gällande namn av M. Piepenbr. 2003. Jamesdicksonia major ingår i släktet Jamesdicksonia och familjen Georgefischeriaceae.   Inga underarter finns listade i Catalogue of Life.